# Manuel Marulanda Vélez
Pour les articles homonymes, voir Vélez.
Pedro Antonio Marin plus connu sous le nom de guerre de Manuel Marulanda Vélez surnommé Tirofijo (« Tir précis » en espagnol), né le 13 mai 1930 à Génova et mort le 26 mars 2008, était le commandant en chef et fondateur du groupe guérillero des Forces armées révolutionnaires de Colombie (FARC-EP). Il a été de son vivant le plus ancien leader d'un groupe révolutionnaire actif.
Sa mort a été annoncée le 24 mai 2008 par l'armée colombienne et confirmée par les FARC le 25 mai. Il serait mort le 26 mars 2008 de cause naturelle,.

## Biographie
Il serait né à Génova dans la région de Quindío, une région de culture du café, à l'ouest de Bogota le 12 mai 1930, mais la date reste incertaine (d'autres sources évoquent le 12 ou le 13 mai 1928).
Alors qu'il atteint ses 18 ans, la Colombie est en proie à la Violencia, une guerre civile d'une grande sauvagerie qui de la fin des années 1940 au début des années 1950 oppose les libéraux aux conservateurs. Dans les campagnes, des milices d’obédiences conservatrices, à l'image des Pájaros ou des Chulavitas, s’élancent dans une stratégie d'éradication de la subversion et n'hésitent pas à procéder à l’extermination complète - incluant vieillards et enfants - des populations de certains villages suspectés d'affinités libérales, sous la complaisance d'une police inféodée au Parti conservateur. Le « Bataillon Colombia », fraichement revenu de Corée, se distingue également par le massacre d'un millier de paysans « communistes » dans le district de Líbano, dans le Tolima. C'est dans cette atmosphère chaotique et sanglante que se constituent les premières milices d'autodéfense paysannes, d'inspiration libérale ou communiste, mais parfois aussi simplement apolitique et pour certaines portées sur le banditisme. Pedro Antonio rejoint l'une d'elles, libérale, avec 14 de ses cousins après l'assassinat de plusieurs de leurs proches . 

### Commandant des FARC

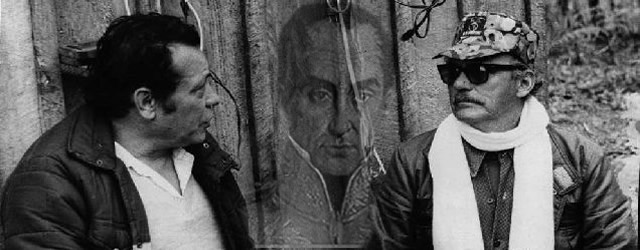
Manuel Marulanda (gauche) et Jacobo Arenas dans les années 1980.

Après la « trahison » de la direction du parti libéral, qui s'associe aux conservateurs pour instaurer une dictature et stopper l'effusion de sang, les guérilleros de son maquis, inspirés par la guérilla cubaine, se proclament communistes et refusent de rendre leurs armes sans obtention préalable d'une réforme agraire. Le jeune agriculteur assume le commandement militaire de la « zone d'autodéfense » en 1964, constituée alors de quelques centaines de paysans et de leurs familles. Son nom de guerre reprend du fondateur de la première guérilla paysanne de Colombie dans les années 1930 dans la région d'Antioquia (nord-ouest) des années 1930.
En 1956, la guérilla donne sa première conférence de presse. Un état-major de treize membres est nommé dont la direction est confiée à Marulanda avec le titre de chef militaire. En 1960, son beau-frère et ami proche est abattu. En 1964, à la suite d'une offensive de l'armée colombienne contre la République de Marquetalia, la guérilla se transforme officiellement en Forces armées révolutionnaires de Colombie, les FARC.
Vivant dans la clandestinité depuis plus de quarante ans dans la jungle qui recouvre une grande partie du pays, on pense qu'il ne s'est jamais rendu dans une ville depuis plus de trente ans et qu'il ne s'est jamais rendu à Bogota. Il n'a jamais été arrêté bien que tous les présidents successifs de Colombie aient promis de le faire. Sous son autorité, les Farc ont procédé à l'enlèvement et de la séquestration de plusieurs milliers de militaires, politiciens et civils réfractaires à la Loi 002 (impôt sur les patrimoines élevés), dont la franco-colombienne Íngrid Betancourt. L'administration américaine avait offert une prime de cinq millions de dollars US pour sa prétendue implication dans le trafic de drogue
En quarante ans, il a bâti une véritable armée dont les effectifs se situeront à leur apogée entre douze et dix-huit mille hommes contrôlant alors une large partie du pays. Plus affaiblie ces dernières années, ses troupes, à sa mort, constitueraient une force de dix-mille combattants. Au cours du temps, la mort de Manuel Marulanda a été annoncée de nombreuses fois ; ainsi, en 1964, 1965, 1995 ou 2004 (17 fois au total).
En mai 2008, le ministre colombien de la Défense Juan Manuel Santos affirme, dans un entretien à la revue colombienne Semana, que Manuel Marulanda serait mort le 26 mars 2008 des suites d'un infarctus, ou en raison des bombardements de l'armée colombienne dans la zone où il se trouvait, selon des sources dont l'identité n'a pas été révélée. Toutefois, la présidence de la République colombienne aurait affirmé de son côté qu'elle ne disposait d'aucune confirmation, et n'envisageait pas de déclaration officielle à ce sujet. Selon le ministre de la Défense colombien, Marulanda aurait été remplacé à la tête des FARC par Guillermo Sáenz (Alfonso Cano), désigné comme son successeur par Manuel Marulanda.
Le 25 mai 2008, l'amiral colombien David Moreno affirme que la mort de Manuel Marulanda est confirmée, et met les FARC au défi de prouver le contraire. En fin de journée, le 25 mai 2008, les FARC confirment dans un communiqué la mort de leur chef historique et annoncent qu'il est remplacé par Alfonso Cano, 59 ans.

#### Hommage
En septembre 2008 est inauguré dans un quartier populaire de Caracas un buste de Manuel Marulanda, dans l'intention de rendre hommage au « droit des peuples à la rébellion armée ».